# Euploea hewitsonii
Euploea hewitsonii är en fjärilsart som beskrevs av Felder 1865. Euploea hewitsonii ingår i släktet Euploea och familjen praktfjärilar. Inga underarter finns listade i Catalogue of Life.